# 이영호 (가수)
이영호(1991년 9월 4일 ~ )는 대한민국의 가수, 프로듀서, 싱어송라이터, 연구원이다.

## 앨범
- 1집 Drama King (2015년)
- 싱글 앨범 Me(美) (2016년)
- 싱글 앨범 All Night Pt. II (Feat. Kiri, 작두, 이서형, R.E.D, Kite, Elliot.B, Z_Ho) (2016년)
- 싱글 앨범 니가 사는 별 (2019년)